# Iow Kornilowitsch Altuchow
Iow Kornilowitsch Altuchow (russisch Иов Корнилович Алтухов; * 23. Apriljul. / 5. Mai 1884greg. im Dorf Koleno, Gouvernement Woronesch; † 1970 in Chotkowo) war ein russisch-sowjetischer Bildhauer.

## Leben
Altuchow studierte an der Moskauer Hochschule für Malerei, Bildhauerei und Architektur bei Sergei Korowin und Nikolai Kassatkin mit Abschluss 1915. Ab 1917 beteiligte er sich an Ausstellungen.

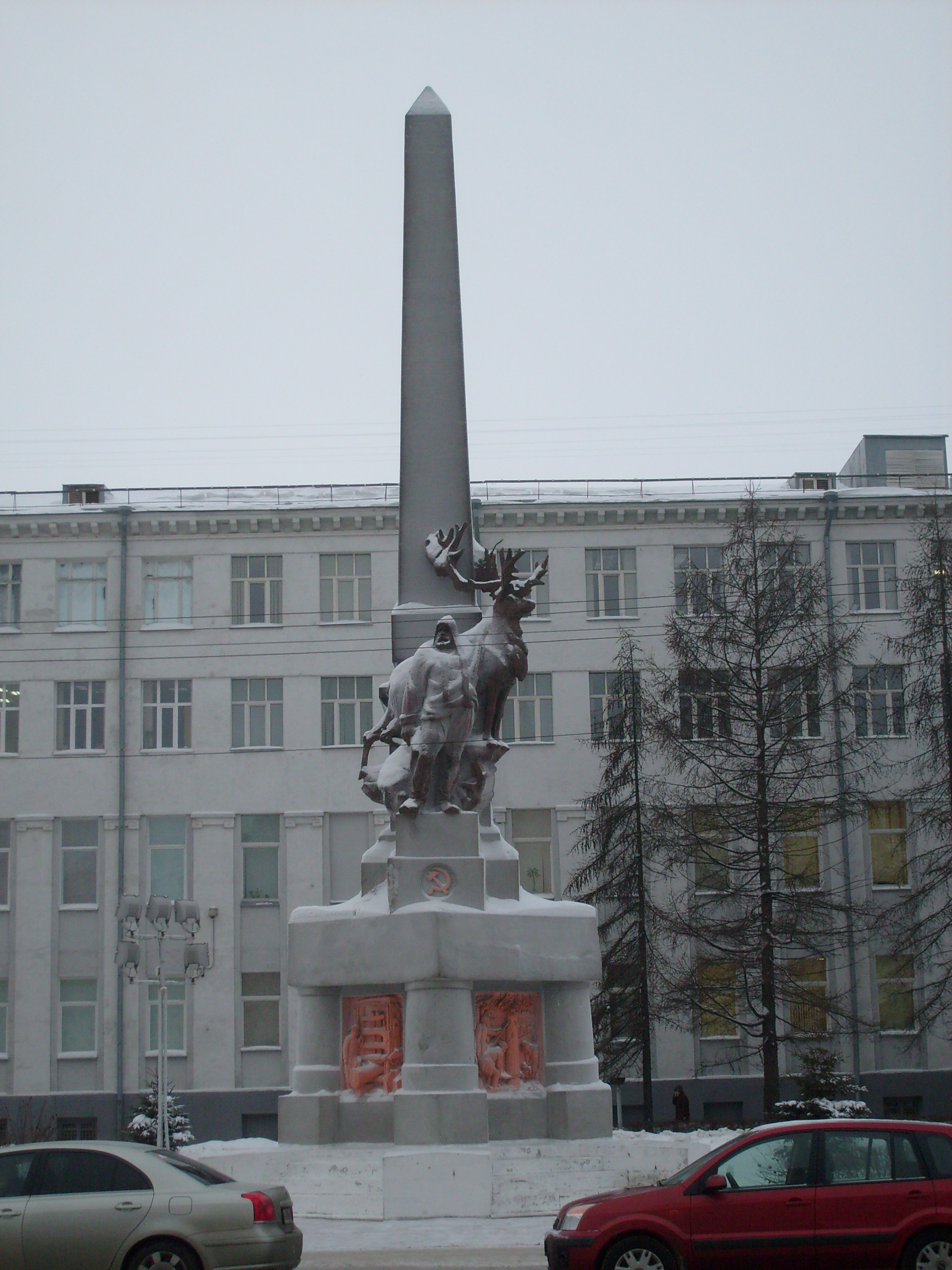
Obelisk des Nordens, Archangelsk

Im Russischen Bürgerkrieg unterrichtete Altuchow an der Kunstschule in Rostow am Don unter der Leitung Marietta Schaginjans. 1927 schuf er zwei Gips-Basreliefs für die Fassade des Mrawjan-Theaters in Leninakan. 1929 projektierte er ein Lenin-Denkmal. 1929–1930 schuf er in Archangelsk den Beton-Obelisken des Nordens mit einem Pomoren und Rentier vor dem Verwaltungsgebäude der Oblast Archangelsk.
Am 5. April 1931 wurde Altuchow in Moskau wegen antisowjetischer Agitation verhaftet. Am 20. Juni 1931 verurteilte ihn die Sonderkonferenz des Kollegiums der OGPU nach Artikel 58 des Strafgesetzbuches der RSFSR zu drei Jahren Lagerhaft, die er im Dmitrowlag für den Bau des Moskaukanals verbüßte. Die Rehabilitierung erfolgte am 30. März 1989.
Für den Pavillon der Wolga-Region auf der Allrussischen Landwirtschaftsausstellung in Moskau schuf Altuchow 1938–1940 die Skulpturen einer Kolchosbäuerin und eines Arbeiters.
Altuchow lehrte von 1942 bis 1960 an der Abramzewoer Kunstgewerbe-Schule in Abramzewo, die  nach der Schließung zu Beginn des Deutsch-Sowjetischen Kriegs als Berufsbildungsschule zur Stärkung und Entwicklung des Kunstgewerbes im August 1942 wieder eröffnet worden war.